# Marineakademie Fiume
Die Marine-Akademie in Fiume war die einzige Ausbildungsstätte für angehende Marineoffiziere der Österreichischen Kriegsmarine (ab 1869 k.u.k. Kriegsmarine). Die Marine-Akademie wurde als k.k. Marine-Akademie gegründet und war ab 1869 k.u.k. Marine-Akademie.
Die Grundsteinlegung für den Bau der k.k. Marine-Akademie in Fiume erfolgte am 26. März 1856 in Anwesenheit des Oberbefehlshabers der k.k. Kriegsmarine, Erzherzog Ferdinand Max. Fertiggestellt wurde sie am 3. Oktober 1857. Die Akademie bestand aus einem nach Süden gerichteten Hauptgebäude und zwei Seitenflügeln. Das Gebäude wurde bis zum Ende der Habsburgermonarchie nicht verändert.

## Geschichte
Die Vorgeschichte der Akademie beginnt 1797 mit dem Frieden von Campo Formio, in dem Österreich auch die gesamte venezianische Flotte zugesprochen wurde. In der Folge ordnete Erzherzog Karl 1802 die Errichtung einer k.k. Marine-Kadettenschule (Cesarea regia scuola dei cadetti di marina) in Venedig an. Nach wechselvollen Jahren bedingt durch den österreichischen Verlust, Wiedergewinn und neuerlichen Verlust von Venedig landete die Marine-Kadettenschule 1848 in Triest und erhielt 1852 den Namen k.k. Marine-Akademie. Bedingt durch die Stadterweiterungen in Triest wurde die Akademie schließlich nach Fiume verlegt. Ab 1869 hieß die Anstalt k.u.k. Marine-Akademie.
Bis zum Jahr 1871 gab es keine strengen Aufnahmekriterien für diese Militärschule, so dass der Admiral Max Freiherr von Sterneck in einem Brief an seine Frau erwähnt, „wir haben hier ein Schiffsjungen-Schulschiff; in erster Zeit lieferte uns die Aristokratie-, Officiers- und Beamtenwelt das größte Contingent an nichtsnutzigen Jungen, in der Meinung, daß wenn schon gar nichts hilft, das Jungenschiff helfen wird; es half nichts. Alle wurden gejagt, und heutzutage wird auch kein solcher Sprößling mehr aufgenommen“.

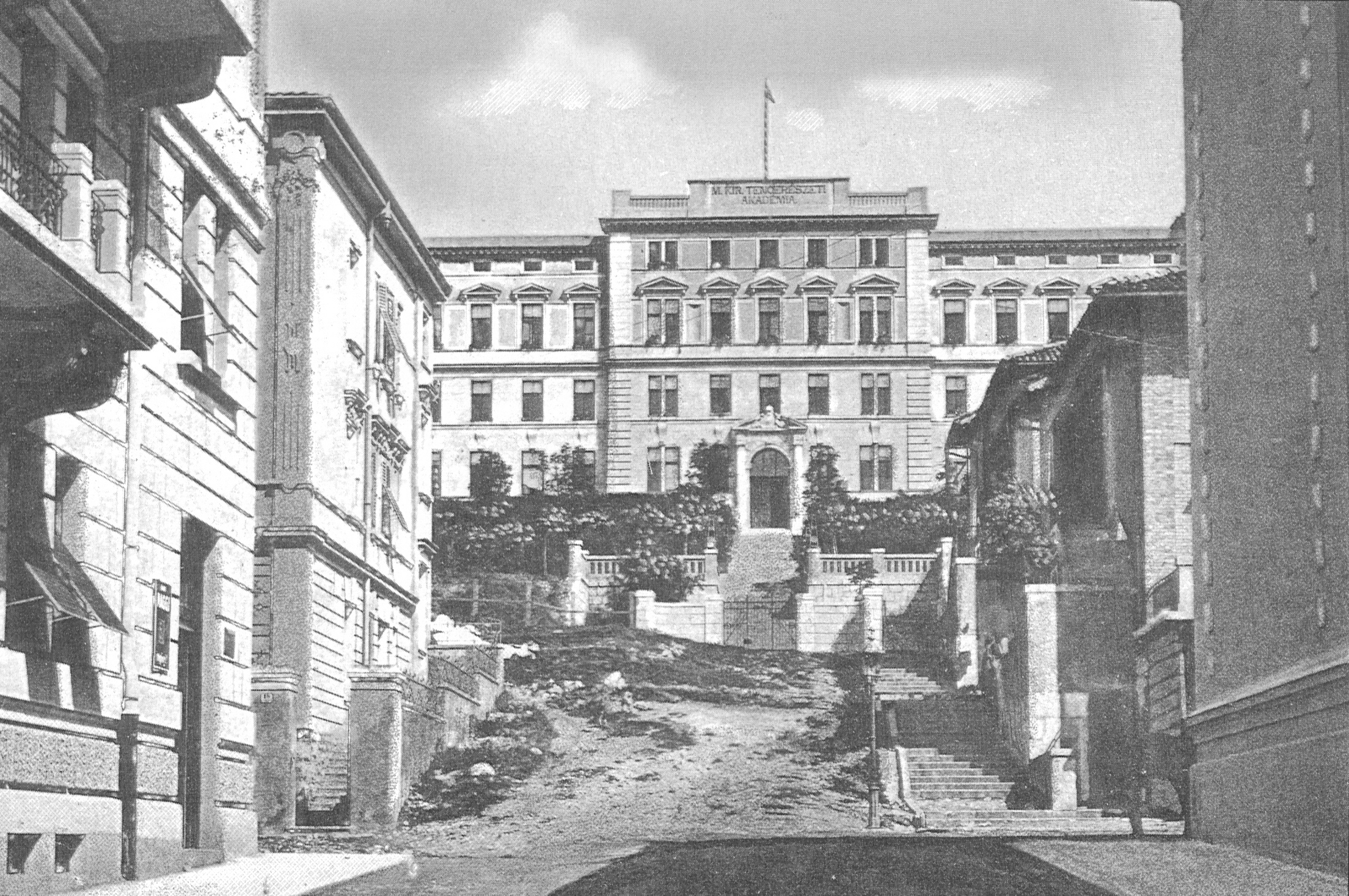
Die Nautische Akademie von Fiume/Rijeka (gegen 1900)

Ab dem Jahr 1871 mussten Schulanwärter die Untermittelschule mit gutem Erfolg abgeschlossen haben und dann noch eine Aufnahmeprüfung bestehen. Der Lehrplan der Akademie umfasste 31 Gegenstände, darunter Deutsch, Italienisch, Französisch oder Englisch, Ozeanographie, Meteorologie, Schiffbau, Schiffmaschinenlehre, Seetaktik, Seerecht, Signalkunde, Schiffsmanöver und Takelungslehre.
Im Ersten Weltkrieg wurde die Akademie aus Sicherheitsgründen zuerst nach Schloss Hof in Niederösterreich und dann nach Braunau am Inn verlegt. In dem adaptierten Gebäude in Rijeka (ehemals Fiume) ist heute ein Krankenhaus untergebracht.